# 벡 (음악가)
벡 데이비드 핸슨(영어: Beck David Hansen, 본명: 벡 데이비드 캠벨(Bek David Campbell), 1970년 7월 8일 ~ )은 벡(Beck)이라는 예명으로 알려져 있는 미국의 싱어송라이터 겸 음악 프로듀서이다.
그는 1990년대 초 실험적이고 로파이 스타일로 명성을 얻었고, 폭넓은 장르의 음악 콜라주를 만든 것으로 유명해졌다. 그는 포크, 펑크, 솔, 힙합, 일렉트로닉, 얼터너티브 록, 컨트리, 사이키델리아를 음악적으로 포함시켰다. 그는 14장의 스튜디오 음반(이 중 3개는 인디 레이블로 발매됨)을 발매했고, 몇 개의 비음반 싱글과 악보집을 발매했다.

## 음반 목록
| 연도   | 음반명               | 순위 | 순위 |
| 연도   | 음반명               | 미국 | 영국 |
| ------ | -------------------- | ---- | ---- |
| 1994년 | 《Mellow Gold》      | 13   | 41   |
| 1996년 | 《Odelay》           | 16   | 17   |
| 1998년 | 《Mutations》        | 13   | 24   |
| 1999년 | 《Midnite Vultures》 | 34   | 19   |
| 2002년 | 《Sea Change》       | 8    | 20   |
| 2005년 | 《Guero》            | 2    | 15   |
| 2006년 | 《The Information》  | 7    |      |
| 2008년 | 《Modern Guilt》     |      |      |
| 2014년 | 《Morning Phase》    |      |      |
| 2017년 | 《Colors》           |      |      |
| 2019년 | 《Hyperspace》       |      |      |